# Atletica leggera ai Giochi della XXXI Olimpiade - Marcia 20 km maschile

Video ufficiale della gara

Ai Giochi della XXXI Olimpiade, che si sono tenuti a Rio de Janeiro nel 2016, la gara della marcia 20 km maschile si è svolta il 12 agosto nella città di Rio de Janeiro.

## Presenze ed assenze dei campioni in carica
Per i campionati europei si considera l'edizione del 2014.
| Competizione            | Atleta             | Prestazione | Rio 2016  |
| ----------------------- | ------------------ | ----------- | --------- |
| Olimpiadi 2012          | Chen Ding          | 1h18'46"    | Non qual. |
| Europei 2014            | Miguel Ángel López | 1h19'44"    | Presente  |
| Asiatici 2014           | Wang Zhen          | 1h19'45"    | Presente  |
| Panamericani 2015       | Evan Dunfee        | 1h23'06"    | Presente  |
| Africani 2015           | Lebogang Shange    | 1h26'43”    | Presente  |
| Mondiali 2015           | Miguel Ángel López | 1h19'14"    | Presente  |
| Mondiali di marcia 2016 | Wang Zhen          | 1h19'22"    | Presente  |

## Classifica finale
| Record mondiale      | Yūsuke Suzuki  | 1h16'36" | Nomi   | 15 marzo 2015    |
| Record olimpico      | Chen Ding      | 1h18'46" | Londra | 4 agosto 2012    |
| Capolista stagionale | Eiki Takahashi | 1h18'26" | Kōbe   | 21 febbraio 2016 |

Venerdì 12 agosto, ore 14:30.
| Pos | Atleta                  | Paese         | Tempo    | Note                          |
| --- | ----------------------- | ------------- | -------- | ----------------------------- |
| Oro | Wang Zhen               | Cina          | 1h19'14” |                               |
| Argento | Cai Zelin               | Cina          | 1h19'26” | Miglior prestazione personale |
| Bronzo | Dane Bird-Smith         | Australia     | 1h19'37” | Miglior prestazione personale |
| 4 | Caio Bonfim             | Brasile       | 1h19'42” | Record nazionale              |
| 5 | Christopher Linke       | Germania      | 1h20'00” |                               |
| 6 | Tom Bosworth            | Gran Bretagna | 1h20'13” | Record nazionale              |
| 7 | Daisuke Matsunaga       | Giappone      | 1h20'22” |                               |
| 8 | Matteo Giupponi         | Italia        | 1h20'27” | Miglior prestazione personale |
| 9 | Esteban Soto            | Colombia      | 1h20'36” | Miglior prestazione personale |
| 10 | Evan Dunfee             | Canada        | 1h20'49” |                               |
| 11 | Miguel Ángel López      | Spagna        | 1h20'58” |                               |
| 12 | Inaki Gomez             | Canada        | 1h21'12” |                               |
| 13 | Gurmeet Singh           | India         | 1h21'21” |                               |
| 14 | Ever Palma              | Messico       | 1h21'24” |                               |
| 15 | Éider Arévalo           | Colombia      | 1h21'36” |                               |
| 16 | Ruslan Dmytrenko        | Ucraina       | 1h21'40” |                               |
| 17 | Kim Hyun-sub            | Corea del Sud | 1h21'44” | Miglior prestazione personale |
| 18 | Hagen Pohle             | Germania      | 1h21'44” |                               |
| 19 | Jakub Jelonek           | Polonia       | 1h21'52” |                               |
| 20 | Alexandros Papamichail  | Grecia        | 1h21'55” |                               |
| 21 | Isamu Fujisawa          | Giappone      | 1h22'03” |                               |
| 22 | Álvaro Martín           | Spagna        | 1h22'11” |                               |
| 23 | Pedro Gómez             | Messico       | 1h22'22” |                               |
| 24 | Richard Vargas          | Venezuela     | 1h22'23” |                               |
| 25 | Yerko Araya             | Cile          | 1h22'23” |                               |
| 26 | Marius Žiūkas           | Lituania      | 1h22'27” |                               |
| 27 | Benjamin Thorne         | Canada        | 1h22'28” |                               |
| 28 | Máté Helebrandt         | Ungheria      | 1h22'31” | Miglior prestazione personale |
| 29 | Luis Fernando López     | Colombia      | 1h22'32” |                               |
| 30 | Ersin Tacir             | Turchia       | 1h22'53” |                               |
| 31 | João Vieira             | Portogallo    | 1h23'03” |                               |
| 32 | Anton Kučmín            | Slovacchia    | 1h23'17” |                               |
| 33 | Rhydian Cowley          | Australia     | 1h23'30” |                               |
| 34 | Georgiy Sheiko          | Kazakistan    | 1h23'31” |                               |
| 35 | Ihor Hlavan             | Ucraina       | 1h23'32” |                               |
| 36 | Hassanine Sebei         | Tunisia       | 1h23'44” |                               |
| 37 | Daniel Pintado          | Ecuador       | 1h23'44” |                               |
| 38 | Nils Brembach           | Germania      | 1h23'46” |                               |
| 39 | Chen Ding               | Cina          | 1h23'54” |                               |
| 40 | Nazar Kovalenko         | Ucraina       | 1h24'40” |                               |
| 41 | Paolo Yurivilca         | Perù          | 1h24'48” |                               |
| 42 | Eiki Takahashi          | Giappone      | 1h24'59” |                               |
| 43 | Aliaksandr Liakhovich   | Bielorussia   | 1h25'04” |                               |
| 44 | Lebogang Shange         | Sudafrica     | 1h25'07” |                               |
| 45 | Marco Antonio Rodríguez | Bolivia       | 1h25'11” |                               |
| 46 | Alex Wright             | Irlanda       | 1h25'25” |                               |
| 47 | Artur Brzozowski        | Polonia       | 1h25'29” |                               |
| 48 | Erik Tysse              | Norvegia      | 1h26'06” |                               |
| 49 | Kévin Campion           | Francia       | 1h26'22” |                               |
| 50 | Erick Barrondo          | Guatemala     | 1h27'01” |                               |
| 51 | Juan Manuel Cano        | Argentina     | 1h27'27” |                               |
| 52 | Julio César Salazar     | Messico       | 1h27'38” |                               |
| 53 | Sérgio Vieira           | Portogallo    | 1h27'39” |                               |
| 54 | Hamid Reza Zouravand    | Iran          | 1h27'45” |                               |
| 55 | Francisco Arcilla       | Spagna        | 1h27'50” |                               |
| 56 | José María Raymundo     | Guatemala     | 1h29'07” |                               |
| 57 | Choe Byeong-kwang       | Corea del Sud | 1h29'08” |                               |
| 58 | Wayne Snyman            | Sudafrica     | 1h29'20” |                               |
| 59 | Marius Šavelskis        | Lituania      | 1h29'26” |                               |
| 60 | Nguyễn Thành Ngưng      | Vietnam       | 1h30'01” |                               |
| 61 | Byun Young-jun          | Corea del Sud | 1h30'38” |                               |
| 62 | Mert Atlı               | Turchia       | 1h31'36” |                               |
| 63 | Moacir Zimmermann       | Brasile       | 1h33'58” |                               |
| Rit. | Samuel Ireri Gathimba   | Kenya         |          |                               |
| Rit. | Simon Wachira           | Kenya         |          |                               |
| Rit. | Perseus Karlström       | Svezia        |          |                               |
| Rit. | Dzianis Simanovich      | Bielorussia   |          |                               |
| Rit. | José Alessandro Bagio   | Brasile       |          |                               |
| Squal. | Andrés Chocho           | Ecuador       |          |                               |
| Squal. | Mauricio Arteaga        | Ecuador       |          |                               |
| Squal. | Ganapathi Krishnan      | India         |          |                               |
| Squal. | Łukasz Nowak            | Polonia       |          |                               |
| Squal. | Quentin Rew             | Nuova Zelanda |          |                               |
| Squal. | Manish Singh            | India         |          |                               |
| record mondiale; record olimpico; record mondiale stagionale; record africano; record asiatico; record europeo; record nord-centroamericano e caraibico; record sudamericano; record oceaniano; record nazionale; record personale; record personale stagionale. |                         |               |          |                               |